# Bredie
Le bredie ou tomato bredie est un plat sud-africain, appelé «tamatiebredie» en afrikaans, il est classiquement fait avec du mouton. Il est longuement mijoté avec de la cannelle, de la cardamome, du gingembre et des clous de girofle ainsi que du piment. Ce plat a été introduit au Cap par les Malais, amenés dans la colonie comme esclaves. Le mot bredie fait normalement référence aux épinards orientaux (mot que l'on retrouve à la Réunion sous l’appellation de Brèdes). Mais la tomate est souvent utilisée à la place des épinards. Citrouille, haricots verts et waterblommetjies (nénuphar du Cap) sont également utilisés.